# Santiorjo
Santiorjo (llamada oficialmente San Xurxo de Santiorxo) es una parroquia y una aldea española del municipio de Sober, en la provincia de Lugo, Galicia.

## Límites
Limita con las parroquias de Barantes al oeste, Figueiroá y Bulso al norte, Pinol al este, y con el municipio orensano de Parada de Sil al sur, del que está separada por el río Sil.

## Organización territorial
La parroquia está formada por quince entidades de población, constando doce de ellas en el nomenclátor del Instituto Nacional de Estadística español:

### Entidades de población
Entidades de población que forman parte de la parroquia:
- A Cruz
- A Fonte
- Algueira (A Algueira)
- Barreiros
- Casas (As Casas)
- Hortos (Os Hortos)
- Noguedo (O Noguedo)
- Paradela
- Pinol de Abaixo
- Santiorxo
- Veliños
- Vilar
- Villerma (A Vilerma)

### Despoblados
Despoblados que forman parte de la parroquia:
- Lama (A Lama)
- Somoza (A Somoza)

## Demografía

### Parroquia
| Gráfica de evolución demográfica de Santiorjo (parroquia) entre 2000 y 2021 |
|                                                                             |
| Datos según el nomenclátor publicado por el INE.                            |

### Aldea
| Gráfica de evolución demográfica de Santiorxo (aldea) entre 2000 y 2021 |
|                                                                         |
| Datos según el nomenclátor publicado por el INE.                        |